# Cohors XXX Voluntariorum
Die Cohors XXX Voluntariorum [civium Romanorum] (deutsch 30. Kohorte der Freiwilligen [der römischen Bürger]) war eine römische Auxiliareinheit. Sie ist durch Inschriften und Ziegelstempel belegt.

## Namensbestandteile
- Voluntariorum: der Freiwilligen.

- civium Romanorum: der römischen Bürger. Die Soldaten der Kohorte wurden bei Aufstellung der Einheit aus römischen Bürgern rekrutiert. Die Einheit wurde wahrscheinlich unter Augustus zusammen mit weiteren Kohorten ausgehoben; die Aufstellung der Einheiten erfolgte vermutlich während des Pannonischen Aufstands und nach der Niederlage des Varus. Insgesamt wurden möglicherweise bis zu 44 (oder 48) Kohorten aus römischen Bürgern gebildet, von denen aber nur 18 belegt sind.[1][A 1]

Da es keine Hinweise auf die Namenszusätze milliaria (1000 Mann) und equitata (teilberitten) gibt, ist davon auszugehen, dass es sich um eine Cohors (quingenaria) peditata, eine reine Infanterie-Kohorte, handelt. Die Sollstärke der Einheit lag bei 480 Mann, bestehend aus 6 Centurien mit jeweils 80 Mann.

## Geschichte
Die Kohorte war im 2. und 3. Jh. n. Chr. in den Provinzen Germania superior und Pannonia stationiert.

## Standorte
Standorte der Kohorte in Germania waren möglicherweise:
- Kastell Echzell

Standorte der Kohorte in Pannonia waren möglicherweise:
- Devín: Ziegel mit dem Stempel COH XXX VOL (AE 1944, 72, AE 1987, 00821b) wurden hier gefunden.

## Angehörige der Kohorte
Ein Kommandeur der Kohorte, C(aius) Iul(ius) Pudens, ein Tribun, ist durch die Inschrift (CIL 3, 6758) bekannt.